# Carol Biazin
Caroline dos Reis Biazin (São João do Ivaí, 22 de abril de 1997), mais conhecida como Carol Biazin, é uma cantora, compositora e instrumentista brasileira. Ficou conhecida por ter sido finalista da sexta temporada do programa The Voice Brasil, no time de Ivete Sangalo, e pelo lançamento do EP intitulado S. Carol Biazin é vencedora de prêmios como Aposta do Ano, New Artist e Artista Revelação em premiações nacionais. Recentemente lançou seu mais novo álbum intitulado Reversa, que conta com 14 faixas seguindo uma ordem cronológica de trás para frente.

## Biografia e carreira

### 1997–2015: Início de vida e carreira
Caroline dos Reis Biazin nasceu em 22 de abril de 1997, em São João do Ivaí, Paraná, e criada entre as cidades de São João do Ivaí e Campo Mourão, no mesmo estado. Aos oito anos de idade, percebeu que tinha habilidade para a música ao cantar a música "I'm Yours", do cantor Jason Mraz, em cima de um balcão, e logo após começou a estudar violão. Em 2011, ao vencer um festival escolar, ganhou uma participação no álbum da dupla Cléber & Fernando, que eram jurados do festival. Após concluir o ensino médio, optou por cursar música na Faculdade de Artes do Paraná (FAP). Ela disse: "Eu me questionei se valia a pena fazer música, mas minha mãe insistiu que eu deveria fazer o que gostava. Então coloquei na cabeça que faria música em Curitiba porque queria uma faculdade de música que não fosse erudita e achei que não teria coragem de sair logo do estado".

### 2016–17:Reality showsmusicais
Em 2016, Carol foi uma das participantes da primeira edição do reality show musical X-Factor Brasil, exibido pela Rede Bandeirantes. Todavia, foi eliminada nos primeiros estágios da competição. Ela posteriormente revelou ter sido uma experiência traumática participar do programa, pois não se sentia preparada, e que a experiência quase a fez desistir de sua carreira musical.
Carol posteriormente foi selecionada para participar da sexta temporada do The Voice Brasil, exibido pela TV Globo em 2017. Teve como mentora a cantora Ivete Sangalo, ficando em segundo lugar na competição. Com o fim da temporada, a equipe técnica do programa lançou o EP The Voice Brasil 2017 - Finalistas nas plataformas digitais, contendo duas músicas autorais de cada um dos finalistas: uma já lançada ao vivo durante a grande final, com direito a um videoclipe gravado direto dos bastidores, e outra totalmente inédita.

### 2018–20:SeSem Filtro
Em meados de 2018, lançou de forma totalmente independente o single "Talvez", que ganhou um videoclipe logo em seguida, e gravou e compôs em parceria com Dreicon a colaboração "Você Tem". No mesmo ano, motivada pelo desejo de gravar seu primeiro EP, Carol Biazin lançou uma campanha no Catarse, intitulada Meu Projeto Autoral, um site que planeja arrecadamentos coletivos e oferece prêmios pré-estabelecidos em troca. O objetivo inicial da campanha era de arrecadar cerca de cinquenta mil reais em 60 dias. O objetivo foi cumprido em 44 dias e, ao final do arrecadamento, haviam mais de noventa mil reais para contribuir com o lançamento e cerca de 770 apoiadores.
Em 2019, Carol Biazin assinou contrato com a label da HeadMedia para a produção do seu EP estendido para a Universal Music Brasil. Por conta disso, o dinheiro arrecadado anteriormente durante a campanha foi revertido para a divulgação do mesmo e entrega dos prêmios prometidos. O EP foi intitulado como S, baseado no estranho fato de todas as quatro faixas começarem com a letra S. O trabalho foi lançado nas plataformas digitais no dia 12 de outubro de 2019 e possui como singles as faixas "Segue Com a Tua Vida" e "Suas Linhas". A divulgação do EP ocorreu com a realização da Turnê S, que percorreu as cidades do Rio de Janeiro, São Paulo, Santo André, São José dos Campos, Fortaleza, Recife, Salvador, Belo Horizonte e Guaratinguetá com seus shows.

### 2020–2021:Sem FiltroeBeijo de Judas
Em 2020, Carol lançou o EP Sem Filtro, que contou com duas regravações de canções próprias — "Cancela" e "Talvez" — além da inédita "Metade".
Em 13 de novembro, Carol lançou seu álbum de estreia, Beijo de Judas. Com participação dos artistas Luísa Sonza, Gloria Groove, Vitão e Dilsinho, foi considerado inovador por conter faixas que estavam bloqueadas em seu lançamento nas plataformas digitais, em uma estratégia para trabalhá-las posteriormente como singles.

### 2022–presente: REVERSA
Em abril de 2022, Carol lançou o primeiro single que daria o nascimento de seu novo álbum de estúdio intitulado REVERSA. Com 14 faixas solos, o álbum visual conta com uma distribuição cronológica inversa que conta desde o início de uma paixão, passando pela desilusão do término de namoro, e chegando até a fase final de superação.
Carol gravou videoclipes para todas as faixas e os lançou gradativamente, tendo “Garota Infernal”, “Brinca com a…”, “Fica pro Café” e “Início do Fim” como singles que foram lançados antes das outras faixas, essas lançadas em 1 de Fevereiro de 2023. O álbum foi muito bem recebido pelos fãs, que puderam apreciar a primeira performance ao vivo das novas músicas no show de Carol feito no Lollapalooza 2023.

## Vida pessoal
Em 2017, durante o The Voice Brasil, Carol conheceu sua ex namorada e também cantora Day Limns, que também era participante na competição. O fim do namoro foi anunciado em 2022.

## Programas de TV
| Ano  | Programa                  | Emissora   | Observações                               |
| ---- | ------------------------- | ---------- | ----------------------------------------- |
| 2016 | The X-Factor Brasil       | Band, TNT  | Participante                              |
| 2017 | The Voice Brasil          | Rede Globo | Participante                              |
| 2017 | É de Casa                 | Rede Globo |                                           |
| 2018 | Ensaios Música Boa        | Multishow  | com Day Limns e Iza                       |
| 2019 | TVZ                       | Multishow  | com Ana Gabriela                          |
| 2019 | Lado D                    | TNT Brasil |                                           |
| 2020 | Expresso TNT              | TNT Brasil |                                           |
| 2022 | TVZ - Temporada Priscilla | Multishow  |                                           |
| 2022 | Música Boa Ao Vivo        | Multishow  |                                           |
| 2023 | Sobe o Som                | Rede Globo | Cantou “Heart Of Glass” e “Menta Com Chá” |

## Filmografia
| Ano  | Programa       | Emissora  | Observações           |
| ---- | -------------- | --------- | --------------------- |
| 2024 | Família É Tudo | Ela mesma | Participação Especial |

## Discografia
| Album          | Lançamento | Lista de faixas |
| -------------- | --- | --- |
| Beijo de Judas | - Lançamento: 13 de novembro de 2020 - Gravadora: Universal Music Group - Formatos: streaming                                                     | 1. Beijo de Judas 2. Louca 3. Tentação, com Luísa Sonza 4. Tatuagem 5. Frank Ocean 6. Sempre Que Der, com Vitão 7. Inveja 8. Raio X, com Dilsinho 9. Desgrama 10. Rolê, com Glória Groove |
| REVERSA        | - Lançamento: 31 de março de 2023 - Relançamento REVERSA [in]ato: 12 de dezembro de 2023 - Gravadora: Universal Music Group - Formatos: streaming | 1. ASREVER 2. MALA MEMO 3. BRINCA COM A... 4. GAROTA INFERNAL 5. GLITTER 6. EX NÃO AMA 7. DESSA VEZ NÃO 8. INÍCIO DO FIM 9. POUCO 10. CAOS PERFEITO 11. PLAYLIST DE SEXO 12. BACARDI 13. MENTA COM CHÁ 14. FICA PRO CAFÉ REVERSA [in]ato: 1. ligações de alma, com Baco Exu do Blues 2. pouco [mas nem tão pouco assim] 3. glitter [ao vivo] 4. real valor, com Marina Sena e Vulgo FK 5. isso é tão 2007 |
| No Escuro,     | - Lançamento: 23 de agosto de 2024 - Gravadora: Universal Music Group - Formatos: streaming                                                       | 1. Menina do Interior 2. (Não) Quero Me Apaixonar 3. Low Profile 4. 1697 5. Tr*nsANte 6. Corações de Pedra, com Duquesa 7. Amor Traumatizado 8. "Casula" 9. Você 10. Conversei com Deus |
|                | | |

## Performances
Confira as principais apresentações de Carol Biazin:
| Ano  | Programa                                   | Meio               |
| ---- | ------------------------------------------ | ------------------ |
| 2017 | É De Casa                                  | Rede Globo         |
| 2018 | Os Melhores Anos das Nossas Vidas          | Rede Globo         |
| 2018 | The Voice Brasil - Coletiva de imprensa    | Gshow ao vivo      |
| 2019 | Canta Lá Na Casa de Praia                  | Multishow          |
| 2019 | Bem da Terra                               | Band Internacional |
| 2019 | Prêmio Multishow de Música Brasileira 2019 | Multishow          |
| 2019 | Parada LGBT do Rio                         | Trio Agito Carioca |
| 2020 | Parada LGBT de São Paulo                   |                    |

## Participações em shows
Além de cantar, Carol Biazin também realizou diversas participações especiais em shows de outros artistas.
| Ano  | Tipo                  | Artista          | Meio |
| ---- | --------------------- | ---------------- | ---- |
| 2018 | Tour Meu Acústico     | Gabriel Nandes   | Show |
| 2018 | Plutão Já Foi Planeta |                  | Show |
| 2019 | Canta Lá em Sampa     | Thalita Meneghim | Show |
| 2019 | Canta Lá em POA       | Thalita Meneghim | Show |

## Festivais
| Ano  | Festival           | Notas                                   |
| ---- | ------------------ | --------------------------------------- |
| 2018 | FestivaL DazMina   |                                         |
| 2019 | Parada LGBT do Rio | Trio Agito Carioca                      |
| 2020 | Brasileiríssimos   |                                         |
| 2020 | Música em Casa     | Universal Music, Global Talent Services |
| 2020 | Masks4All          | POPline                                 |
| 2023 | Lollapalooza       |                                         |

## Autorais
| Ano  | Artista(s)                          | Faixa                   | Álbum                 |
| ---- | ----------------------------------- | ----------------------- | --------------------- |
| 2018 | Dreicon, Carol Biazin               | "Você Tem"              | EP Um Pouco A Mais    |
| 2018 | Carol Biazin                        | "Talvez"                | -                     |
| 2018 | Day Limns, Carol Biazin             | "Deixa Rolar"           | EP Day                |
| 2019 | Carol Biazin                        | "Suas Linhas"           | EP S                  |
| 2019 | Carol Biazin                        | "Segue Com a Tua Vida"  | EP S                  |
| 2019 | Carol Biazin                        | "Saudade da Minha Cama" | EP S                  |
| 2019 | Carol Biazin, Luccas Carlos         | "Ser"                   | EP S                  |
| 2020 | Carol Biazin                        | "Cancela"               | -                     |
| 2020 | Carol Biazin                        | "Metade"                | EP Sem Filtro         |
| 2020 | Carol Biazin, Vitão                 | "Sempre Que Der"        | -                     |
| 2020 | Carol Biazin                        | "Beijo de Judas"        | Álbum Beijo de Judas  |
| 2020 | Carol Biazin                        | "Louca"                 | Álbum Beijo de Judas  |
| 2020 | Carol Biazin                        | "Tatuagem"              | Álbum Beijo de Judas  |
| 2020 | Carol Biazin                        | "Frank Ocean"           | Álbum Beijo de Judas  |
| 2020 | Carol Biazin                        | "Sempre Que Der"        | Álbum Beijo de Judas  |
| 2020 | Carol Biazin                        | "Inveja"                | Álbum Beijo de Judas  |
| 2020 | Carol Biazin                        | "Desgrama"              | Álbum Beijo de Judas  |
| 2021 | Carol Biazin, Gloria Groove         | "Rolê"                  | Álbum Beijo de Judas  |
| 2021 | Carol Biazin, Luísa Sonza           | "Tentação"              | Álbum Beijo de Judas  |
| 2021 | Carol Biazin                        | "Raio X"                | Álbum Beijo de Judas  |
| 2023 | Carol Biazin, Marina Sena, Vulgo FK | "real valor"            | Álbum REVERSA [in]ato |

### Composições
Carol Biazin também colaborou em algumas composições do cenário musical brasileiro, entre elas:
- Dreicon, Carol Biazin - "Você Tem"
- Rouge - "Juntinho"
- Day Limns - "Espaço"
- Day Limns, Carol Biazin - "Deixa Rolar"
- Day Limns- "Pequena Sereia"
- Day Limns - "Geminiana"
- Bruno Sfair - "O Que Falta"
- Vitão, Anitta - "Complicado"
- Vitão - "Um Pouco de Você”
- Luísa Sonza, 6lack - “VIP”
- Luísa Sonza - “2000”
- Luísa Sonza, Mariah Angeliq - “Anaconda”
- Luísa Sonza - “Melhor Sozinha”
- Luísa Sonza - “Penhasco”
- Luísa Sonza, Demi Lovato - “Penhasco2”
- Cláudia Leitte - “De Passagem”
- Juliette - “Sai Da Frente”

## Prêmios e Indicações
| Ano  | Meio                    | Categoria         | Indicação    | Resultado |
| ---- | ----------------------- | ----------------- | ------------ | --------- |
| 2019 | Prêmio Jovem Brasileiro | Aposta do Ano     | Carol Biazin | Venceu    |
| 2019 | Influency Me            | Estrela Digital   | Carol Biazin | Indicado  |
| 2019 | Prêmio POP Mais         | New Artist        | Carol Biazin | Venceu    |
| 2019 | Prêmio POP Mais         | Artista Revelação | Carol Biazin | Venceu    |
| 2022 | MTV Miaw                | Orgulho do Vale   | Carol Biazin | Venceu    |
| 2023 | Prêmio Multishow        | Artista Revelação | Carol Biazin | Indicado  |
| 2023 | Prêmio Biscoito         | Hitmaker do Vale  | Carol Biazin | Indicada  |
| 2023 | Prêmio Biscoito         | Artista do Vale   | Carol Biazin | Indicada  |
| 2023 | Prêmio Biscoito         | Álbum do Vale     | Reversa      | Indicada  |